# Entombed
Entombed fue una banda de death metal originaria de Estocolmo, Suecia. Fue formada en 1989 por algunos de los exmiembros de la disuelta banda Nihilist.

## Biografía
Aunque al principio de su carrera fue pionera (junto a otras bandas como Carnage, Dismember, Edge Of Sanity o Unleashed) del death metal escandinavo (denominado como "sonido Estocolmo"), a principios de los años 1990 su sonido se amplió para incluir hardcore punk y otras influencias. La edición de su álbum "Wolverine blues" supuso el nacimiento de un nuevo estilo musical que aunaba las voces guturales del death metal más clásico con ritmos más pegadizos y roqueros, dando así lugar al llamado "death n' roll". 
Tras la marcha de su batería y uno de sus principales compositores, Nicke Andersson, el cual decidió probar suerte en solitario con su nueva banda The Hellacopters, en este caso cambiando incluso de instrumento y pasando ser cantante y guitarrista en su nuevo proyecto musical (de estilo punk-rock, alejándose bastante de su sonido con Entombed), la prolífica y exitosa carrera del combo sueco recibió un duro revés a nivel de ventas, debido a una época en la que experimentaron con sonidos más roqueros y alternativos, alejándose del metal más duro que venían realizando, siendo ejemplo de aquello el álbum "Same Difference".Por entonces también otro de sus miembros, Uffe Cederlund, decidió probar suerte en solitario con Haystack, otro proyecto similar a los Hellacopters de su excompañero Andersson, si bien no tuvo el mismo éxito comercial.
Tras varios cambios de formación, los suecos volvieron a la senda que tantos éxitos les había dado antaño con un gran disco llamado "Morning star" (confirmando un endurecimiento de su sonido que ya se intuía después del álbum anterior, convenientemente llamado "Uprising" para apuntar a la resurrección que su carrera debía experimentar de nuevo a partir de él), convirtiéndose canciones como "I for an eye" rápidamente en parte esencial de sus shows en directo. Los trabajos más recientes de la banda, ya como cuarteto, el EP When in Sodom y el recientemente editado CD "Serpent saints" no hacen sino confirmar una vuelta al death metal con tintes roqueros del que siempre han sido grupo bandera.
Desde 2016, Hellid, Andersson y Cederlund se han unido para tocar como "Entombed".
En el día 9 de agosto de 2020, L. G. Petrov anunciaba que padecía un cáncer fulminante. Falleció pocos meses después, el 7 de marzo de 2021.

## Miembros

### Actuales
- Robert Anderson – voz
- Olle Dahlstedt – batería
- Nico Elgstrand – guitarra
- Victor Brandt – bajo
- Alex Hellid – guitarra

### Anteriores
- Alex Hellid - Guitarra (1989 - 2014, 2016 - presente)
- LG Petrov - Vocalista
- Victor Brandt - Bajo (2009 - 2013)
- Jörgen Sandström - Bajo (1995 - 2004)
- Peter Stjärnvind - Batería (1997 - 2006)
- Orvar Säfström - Voz (1991)
- Johnny Dordevic - Voz (1991)
- Lars Rosenberg - bajo(1990 - 1995)

## Discografía

### Demo
- But Life Goes On (1989)

### Álbumes
- Left Hand Path (1990)
- Clandestine (1991)
- Wolverine Blues (1993)
- To Ride Shoot Straight and Speak the Truth (1997)
- Monkey Puss (Live in London) (1998)
- Same Difference (1998)
- Uprising (2000)
- Morning Star (2001)
- Sons of Satan Praise the Lord (2002)
- Inferno (2003)
- Serpent Saints - The Ten Amendments (2007)

```
Entombed A.D
```

- Dead Dawn (2014)
- Back To The Front (2016)

### EPy sencillos
- Crawl (EP) (1991)
- Stranger Aeons (EP) (1991)
- Hollowman (EP) (1993)
- Out of Hand (Sencillo) (1991)
- Night of the Vampire (Sencillo) (1995)
- Wreckage (EP) (1997)
- Black Juju (EP) (1999)
- When in Sodom (EP) (2006)